# Pietro Tempestini
Pour les articles homonymes, voir Tempestini.

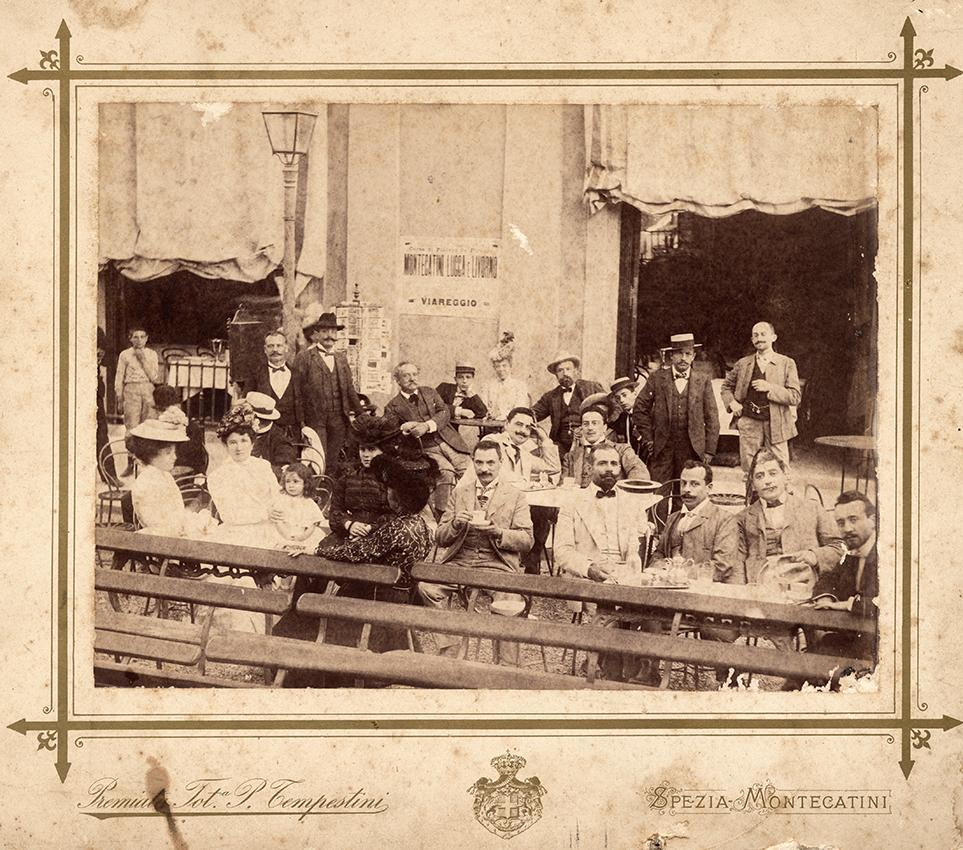
Terrasse de café à Montecatini.

Pietro Tempestini est un photographe italien, né à Rome le 24 octobre 1843 et mort à Montecatini Terme le 22 avril 1917.

## Biographie
Pietro Tempestini est un photographe actif entre les années 1880 et la deuxième décennie du XXe siècle. Il exerce son activité en Ligurie et en Toscane à partir de ses studios et sans doute de studios de photographes associés dont les adresses sont mentionnées sur le support cartonné de ses photographies : La Spezia (Corso Garibaldi, angolo Corso Cavour, piano terreno), Viareggio (via della Pineta, n° 93 bis), Pontedera (piazza delle Merci 16), mais aussi Rome (piazza della Molara 55). Il est également un photographe itinérant suivant sa clientèle désireuse de posséder des portraits photographiques sur ses lieux de villégiature selon le mouvement de mode né à partir de la deuxième moitié du XIXe siècle, notamment à la station thermale de Montecatini Terme.
Tempestini appartient à la génération de photographes qui ont contribué à l'évolution puis à la popularisation de la technique photographique dans la seconde moitié du XIXe siècle.

## Œuvre

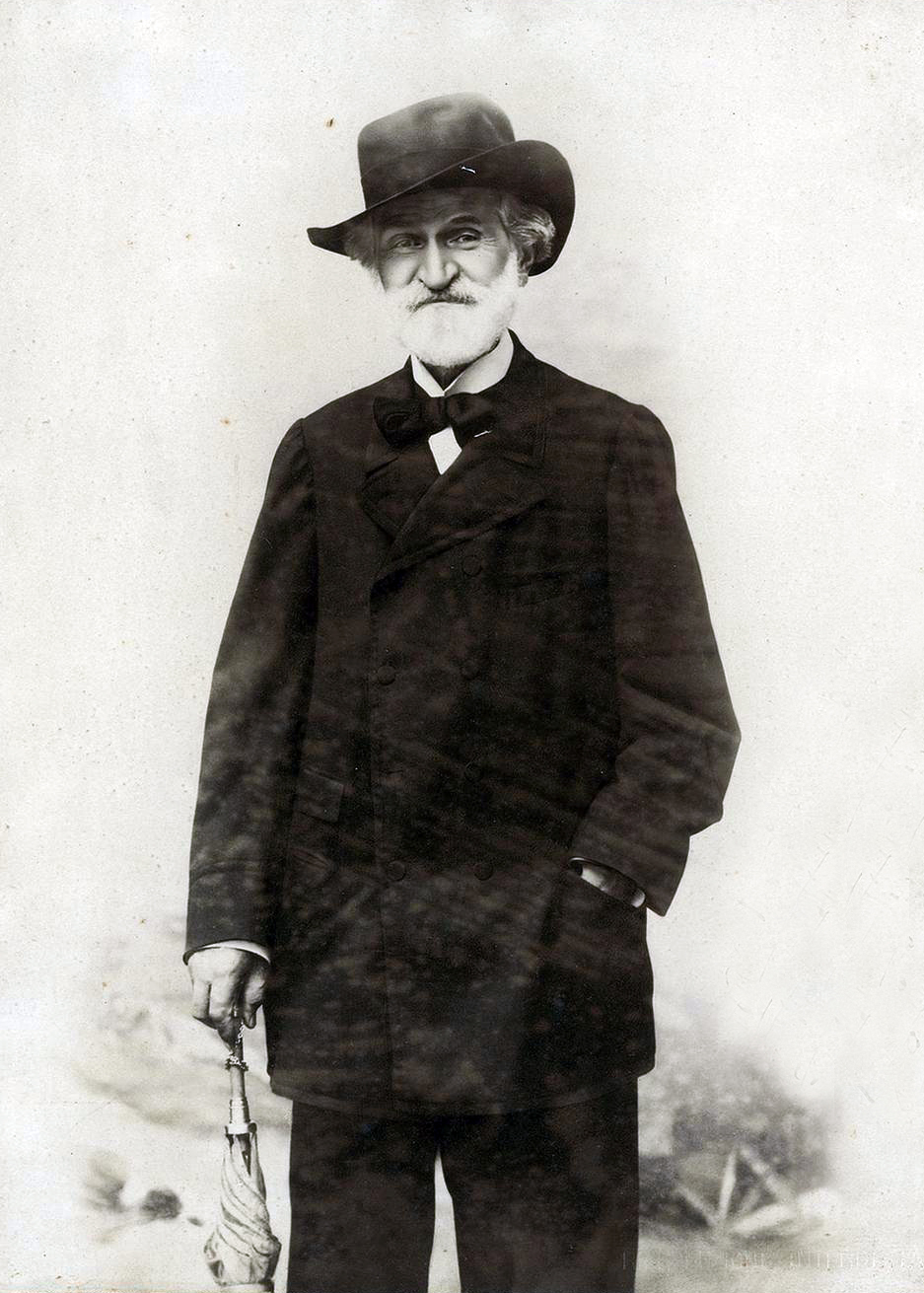
Portrait photographique de Giuseppe Verdi en 1899 à Montecatini Terme.

Ses œuvres les plus connues sont les portraits photographiques du musicien et compositeur d'opéra italien Giuseppe Verdi lors de ses séjours à la station thermal de Montecatini Terme. Tempestini a photographié le musicien seul,,, ou en compagnie de l'un de ses interprètes comme Francesco Tamagno ou autour de la table de la locanda maggiore avec ses amis les cantatrices Teresa Stolz et Giuseppina Pasqua (en), le docteur Pietro Grocco et le chef d'orchestre Leopoldo Mugnone (en) ou encore lors d'une rencontre avec le chef de chœur de la chapelle Sixtine Domenico Mustafà aux Thermes Tettuccio.

## Technique
La mode étant, dans la deuxième moitié du XIXe siècle à la photo-carte de visite, il développe cette activité sur papier albuminé.

## Influence
L'artiste peintre vénitienne Bice Lombardini s'est vraisemblablement inspirée de ses photographies pour réaliser le portrait de Giuseppe Verdi conservé au musée des instruments du conservatoire de Turin.

## Exposition rétrospective
- 19 novembre 2016 - 19 mars 2017 : Pietro Tempestini (1843-1917): una vita da fotografo, La Spezia, Palazzina delle Arti "Lucio Roberto Rosaia"[9],[1].